# Tangil
Tangil é uma povoação portuguesa sede da Freguesia de Tangil do Município de Monção, freguesia com 21,34 km² de área e 629 habitantes (censo de 2021), tendo, por isso, uma densidade populacional de 29,5 hab./km².
Pertenceu ao antigo concelho de Valadares até 1855.

## Demografia
A população registada nos censos foi:
| Distribuição da População por Grupos Etários | Distribuição da População por Grupos Etários | Distribuição da População por Grupos Etários | Distribuição da População por Grupos Etários | Distribuição da População por Grupos Etários |
| -------------------------------------------- | -------------------------------------------- | -------------------------------------------- | -------------------------------------------- | -------------------------------------------- |
| Ano                                          | 0-14 Anos                                    | 15-24 Anos                                   | 25-64 Anos                                   | > 65 Anos                                    |
| 2001                                         | 82                                           | 101                                          | 455                                          | 298                                          |
| 2011                                         | 61                                           | 46                                           | 347                                          | 314                                          |
| 2021                                         | 46                                           | 37                                           | 252                                          | 294                                          |